# 都ホテル 尼崎
都ホテル 尼崎（みやこホテル あまがさき）は兵庫県尼崎市にある都ホテルズ&リゾーツチェーンの超高層ホテル。尼崎総合文化センターを構成する施設の一つである。

## 概要
ホテルの建物は、1993年9月に住友生命所有の住友生命ニューアルカイックビルとして竣工した。同月には株式会社ホテルニューアルカイックが運営し、ホテルニューオータニと提携するシティホテルとして開業。当初はホテル名を「ホテルニューアルカイック」としていたが、2007年にホテル運営会社近鉄ホテルシステムズ（都ホテルズ&リゾーツ、現：近鉄・都ホテルズ）の親会社である近畿日本鉄道が建物と株式会社ホテルニューアルカイックを取得したことにより、2011年4月に「都ホテルニューアルカイック」に改称した。
また当ホテルは、尼崎総合文化センターを構成する施設（ホテル棟）でもあり、建物内には多目的ホール「アルカイックホール・オクト」が設けられている。
なお、2019年4月のブランド再編で、名称を「都ホテルニューアルカイック」から「都ホテル 尼崎」に変更した。2021年3月25日に近鉄グループホールディングスが発表したブラックストーン・グループへの売却対象ホテル8つのうちの1つに含まれ、10月にブラックストーンが過半を出資する会社が所有者となる見通しである。運営は近鉄グループが継続し、施設名・従業員の雇用は維持される予定である。

## 建築データ
- 階数 - 地上22階・地下1階
- 高さ - 100m
- 延床面積 - 33,284平方メートル
- 竣工 - 1993年9月（平成5年9月）
- 所在地 - 〒660-0881 兵庫県尼崎市昭和通2-7-1

## 施設
客室
- 11-20階、総客室数185

レストラン
- 貴布祢 （きふね） - 鉄板焼、ホテル最上階
- トップ・オブ・ザ・クリスタル - スカイラウンジ
- つのくに - 日本料理・寿司・串揚げ
- レストランアゼリア　the AZALEA
- 彩苑 - 中華料理
- ザ・ラウンジ＆ケーキショップ

宴会場
- 鳳凰　HO-OH - 776平方メートル、正餐480席、立食800席、スクール550席、シアター1000席
- あやめ　AYAME - 217平方メートル、正餐90席、立食160席、スクール120席、シアター240席
- すみれ　SUMIRE  - 183平方メートル、正餐80席、立食140席、スクール100席、シアター190席
- さつき　SATSUKI  - 144平方メートル、正餐60席、立食100席、スクール80席、シアター140席
- すいせん　SUISEN  - 129平方メートル、正餐50席、立食90席、スクール60席、シアター110席
- はくちょう　HAKUCHO - 90平方メートル、立食50席、スクール40席、シアター60席
- オーロラ　AURORA  - 59平方メートル、 正餐20席、立食30席
- うめ　UME  - 54平方メートル、 正餐16席、立食20席、スクール18席
- やまばと　YAMABATO  - 44平方メートル、正餐13席、立20席食、スクール16席
- ゆり　YURI - 42平方メートル、正餐20席、立食30席
- ばら　BARA - 42平方メートル、 正餐20席、立食30席
- ちどり　CHIDORI  - 19平方メートル
- おしどり　OSHIDORI  - 17平方メートル

チャペル

## 交通アクセス
- 阪神 尼崎駅北口から徒歩6分
- JR 尼崎駅から阪神バス尼崎市内線（11番・23番）「尼崎総合文化センター」下車
- 阪急 塚口駅から阪急バス（55・57番）「尼崎総合文化センター」下車
- 阪神バス「尼崎文化センター前」バス停すぐ（宝塚・甲子園方面からバスあり）

## 周辺
- アルカイックホール（隣接）
- 阪神電気鉄道尼崎工場
- 尼崎市立中央図書館
- 寺町 (尼崎市)